# Aleksandr Pietuchow (polityk)
Aleksandr Uljanowicz Pietuchow (ros. Александр Ульянович Петухов, ur. 1914, zm. 1974 w Moskwie) – radziecki działacz partyjny i państwowy.

## Życiorys
Od 1939 w WKP(b), 1939-1940 I sekretarz Komitetu Miejskiego Komsomołu w Nowosybirsku, 1940-1942 słuchacz Wyższej Szkoły Partyjnej przy KC WKP(b), od lipca 1942 do 1945 instruktor KC WKP(b). Od 1945 do sierpnia 1947 kierownik sektora Zarządu Kadr KC WKP(b), 1947-1949 sekretarz Komitetu Obwodowego WKP(b) w Riazaniu ds. kadr, od 1949 do czerwca 1951 sekretarz Komitetu Obwodowego WKP(b) w Riazaniu, 1952-1953 kierownik pododdziału Wydziału Organów Partyjnych, Związkowych i Komsomolskich KC WKP(b)/KPZR. Od 1953 do stycznia 1954 kierownik sektorów terytorialnych organizacji partyjnych Wydziału Organów Partyjnych, Związkowych i Komsomolskich KC KPZR, od stycznia 1954 do 13 grudnia 1960 I sekretarz Komitetu Obwodowego KPZR w Briańsku, od 25 lutego 1956 do 17 października 1961 zastępca członka KC KPZR, 1961-1963 zastępca przewodniczącego Sownarchozu Briańskiego Ekonomicznego Rejonu Administracyjnego. W latach 1963–1966 zastępa przewodniczącego Sownarchozu Prikokskiego Rejonu Ekonomicznego, 1966-1969 szef Zarządu Stosunków Zewnętrznych, Dostaw Importowych i Eksportowych Ministerstwa Przemysłu Spożywczego RFSRR, 1969-1974 szef Głównego Zarządu Ministerstwa Przemysłu Spożywczego RFSRR. Deputowany do Rady Najwyższej ZSRR 4 i 5 kadencji.